# Arthrosphaera pygostolis
Arthrosphaera pygostolis är en mångfotingart som beskrevs av Carl Graf Attems 1935. Arthrosphaera pygostolis ingår i släktet Arthrosphaera och familjen Sphaerotheriidae. Inga underarter finns listade i Catalogue of Life.